# Edward Konecki

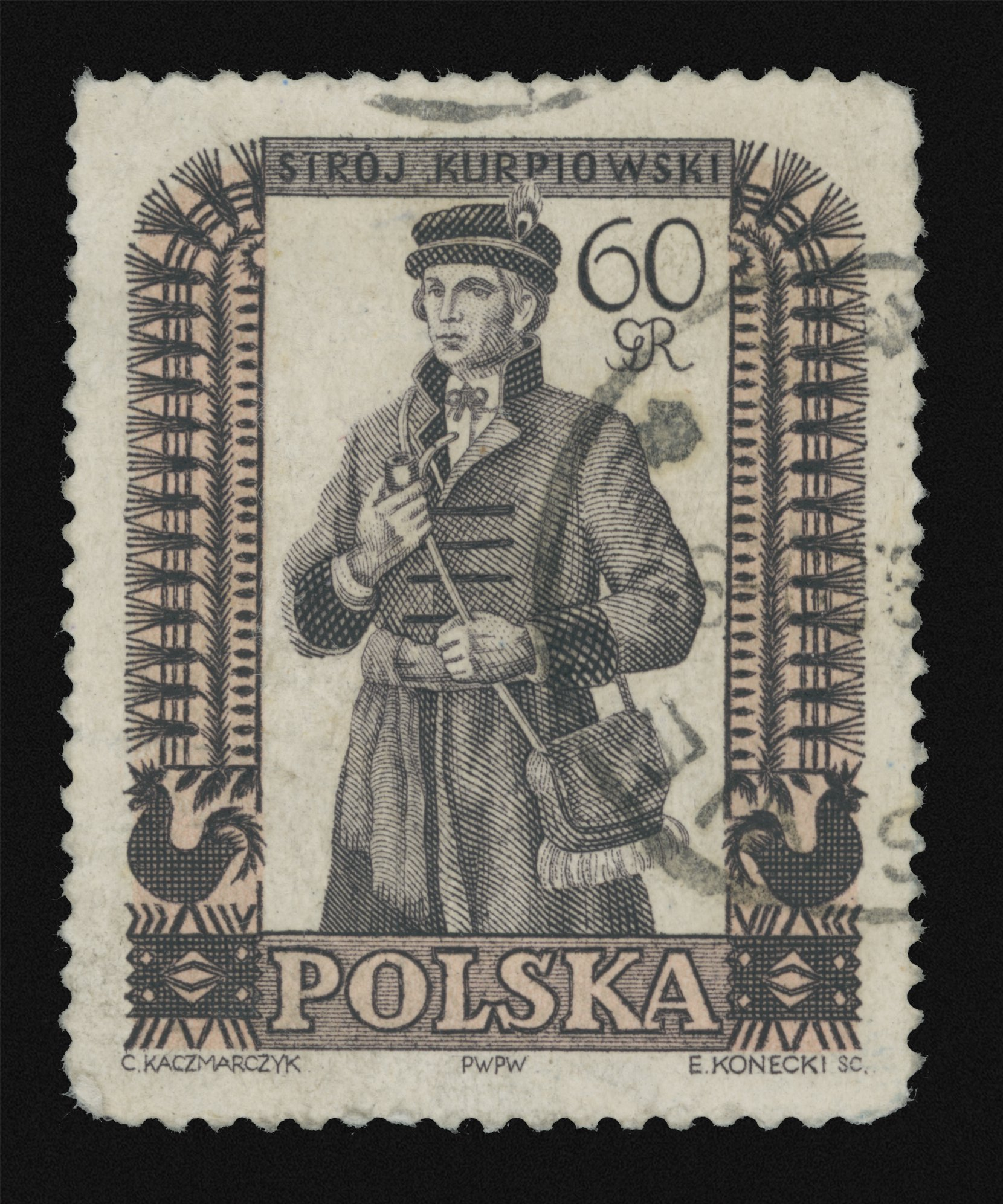
Znaczek z serii Polskie stroje ludowe, rytowany przez Edwarda Koneckiego, 1959

Edward Konecki (ur. 2 stycznia 1921 w Białymstoku, zm. 13 stycznia 1990 w Warszawie) – polski artysta-malarz, grafik, projektant i rytownik m.in. znaczków pocztowych i banknotów.

## Życiorys
Studiował w Szkole Malarstwa, Rzeźby i Sztuki Stosowanej w Warszawie w latach 1931–1935. Był twórcą polichromii zdobiących wnętrza warszawskiego Zamku Ostrogskich. Brał aktywny udział w powojennej odbudowie Starówki lubelskiej. W 1956 został zatrudniony jako projektant i rytownik w Polskiej Wytwórni Papierów Wartościowych w Warszawie. Projektował też znaczki dla Poczty Polskiej.
Zmarł w Warszawie w 1990.

## Wybrana twórczość

### Znaczki pocztowe
- Festiwal Muzyki Polskiej (seria), 1951
- Rozbudowa Stoczni Gdańskiej (ryt., nry kat. 637, 638), 1952
- XVI Olimpiada • Melbourne 1956 (ryt., nr kat. 843), 1956
- Obrona Poczty Gdańskiej 1939 r. (ryt., nr kat. 915), 1958
- Poczta lotnicza (ryt., nr kat. 935), 1958
- Malarstwo polskie (ryt., nr kat. 958), 1959
- VII Festiwal Młodzieży i Studentów • Wiedeń 1959 (seria), 1959
- Polskie stroje ludowe (ryt., nry kat. 996, 997), 1959
- 550. rocznica bitwy pod Grunwaldem (ryt., nr kat. 1930), 1960
- 100. rocznica urodzin Ignacego Jana Paderewskiego (ryt., nr kat. 1042), 1960
- Historyczne miasta polskie (ryt., nry kat. 1049, 1054, 1056, 1059), 1960
- Wielcy Polacy (ryt., nr kat. 1091), 1961
- Statki żaglowe (ryt., nry kat. 1317, 1324), 1964
- VII wieków Warszawy (ryt. nry 1448I-II, 1456), 1965
- Archeologia (ryt., nr kat. 1579), 1966
- XXV-lecie Ludowego Wojska Polskiego (ryt., nry kat. 1725, 1728, 1733. 1734), 1968
- Współcześni pisarze polscy (ryt., nry kat. 1835, 1836), 1969
- 100 rocznica śmierci Stanisława Moniuszki (ryt., nr kat. 2030), 1972
- Światowa Wystawa Filatelistyczna „Polska 73” (ryt., nry kat. 2116a+b), 1973
- Rośliny w twórczości Stanisława Wyspiańskiego (ryt., nry kat. 2150, 2151), 1974